# Чингиз-хан. На край земли и моря
«Чингиз-хан. На край земли и моря» (яп. 蒼き狼 地果て海尽きるまで Aoki Ōkami: Chi Hate Umi Tsukiru Made) — историческая драма о Чингис-хане, снятая совместно Японией и Монголией в 2007 году. В России фильм известен под названием «Чингисхан. Великий монгол».

## Общая характеристика
Фильм — экранизация адаптации Такэхиро Накадзимы и Сёити Маруямы исторического романа «Синий волк» (1960) японского классика Ясуси Иноуэ (1907—1991).
Фильм стоимостью 30 млн $ снимался в течение четырёх месяцев в 2006 году в Монголии. В съёмках участвовало более 27 тысяч человек, в том числе 5 000 монгольских солдат.

## В ролях
- Taкаси Соримати — Чингисхан
- Ёсихико Хакамада — Хасар
- Юсукэ Хираяма — Джамуха
- Наоки Хосака — Есугей
- Сатоси Дзимбо — Таргутай